# 圖爾亞 (利沃夫州)
50°4′53″N 24°50′36″E / 50.08139°N 24.84333°E
圖爾亞（烏克蘭語：Тур'я），是烏克蘭西部的村落，隸屬利沃夫州佐洛奇夫區布斯克市鎮，距離利維夫約77公里，始建於1456年，面積4.4平方公里，海拔高度217米，2001年人口509，人口密度每平方公里115.08人。